# Lully (Fryburg)
Lully – gmina (fr. commune; niem. Gemeinde) w Szwajcarii, w kantonie Fryburg, w okręgu Broye. 1 stycznia 2006 do gminy przyłączono gminy Bollion oraz Seiry. 

## Demografia
W Lully mieszka 1217 osób. W 2020 roku 17,7% populacji gminy stanowiły osoby urodzone poza Szwajcarią.

## Transport
Przez teren gminy przebiega autostrada A1 oraz drogi główne nr 150 i nr 152.